# Carlos Ruiz Zafón
Carlos Ruiz Zafón (Barcelona, 25 de septiembre de 1964-Los Ángeles, 19 de junio de 2020) fue un novelista español. Su obra más famosa es La sombra del viento, con 15 millones de ejemplares vendidos y ganadora de numerosos galardones, y que fue seleccionada en la lista confeccionada en 2007 por ochenta y un escritores y críticos latinoamericanos y españoles entre los cien mejores libros en lengua española de los últimos veinticinco años.

## Biografía
Nacido en Barcelona, estudió con los jesuitas en el colegio de San Ignacio de Sarriá, posteriormente se matriculó en Ciencias de la Información, y ya en el primer año le surgió una oferta para trabajar en el mundo de la publicidad. Llegó a ser director creativo en la delegación barcelonesa de la importante agencia McCann WorldGroup, hasta que en 1992 decidió abandonar la publicidad para consagrarse a la literatura y hacerse escritor.
Decía no saber a qué se debía su vocación tan temprana, pero recordaba que, aunque en su familia no había ninguna tradición literaria, para su padre «el mundo de la lectura y de los libros era muy importante».
En 1993 publicó su primera novela, El príncipe de la niebla, que obtuvo el Premio Edebé. Ruiz Zafón, que desde pequeño había sentido fascinación por el cine y por la ciudad de Los Ángeles, usó el dinero del galardón para cumplir su sueño y partió a Estados Unidos, donde se radicó y pasó sus primeros años escribiendo guiones al tiempo que continuaba redactando nuevas novelas. Las tres siguientes también estuvieron dirigidas al público juvenil: El palacio de la medianoche (1994) y Las luces de septiembre (1995), que junto a la primera formaban la Trilogía de la niebla; y Marina, (1999), por la que sentía predilección y la que consideraba más personal de todas las suyas. En esta época se estrechó el vínculo entre el cine y su técnica de escritura: 

Mi método de trabajo está dividido por capas. Escribo como se hace una película, en tres fases. La primera es la preproducción, en la que creas un mapa de lo que harás, pero cuando te pones a hacerlo ya te das cuenta de que vas a cambiarlo todo. Luego viene el rodaje: recoger los elementos con los que se hará la película, pero todo es más complejo y hay más niveles de los que habías previsto. Entonces, a medida que escribes, ves capas y capas de profundidad, y empiezas a cambiar cosas. En esa fase es cuando empiezo a preguntarme: "¿y si cambiase los cables, o el lenguaje, o el estilo?". Ahí creo la tramoya, que para el lector ha de ser invisible: el lector ha de leer como agua, le ha de parecer todo fácil... Pero para que sea así hay que trabajar mucho.

En 2000 terminó de escribir La sombra del viento, primera de sus novelas dirigida al público adulto y que presentó al Premio Fernando Lara de Novela de ese año. La insistencia de Terenci Moix, uno de los miembros del jurado, logró que se situase como finalista (pero sin mención oficial expresa). Aunque la editorial Planeta la publicó meses después a regañadientes, sus posteriores cifras de ventas acabarían por dar un carácter anecdótico a la obra ganadora de ese premio (Un largo silencio, de Ángeles Caso). La novela, cuya introducción en España fue en un principio difícil y lenta, se acabó traduciendo a numerosos idiomas y se convirtió en una de las obras españolas más vendidas en el mundo, con más de 15 millones de ejemplares. A pesar de las numerosas ofertas que recibió, Ruiz Zafón siempre se negó a autorizar que la novela se trasladase a la pantalla. El escritor, que decía no necesitar los hipotéticos beneficios que le pudiese reportar, consideraba casi una "traición" hacer de ella una película y creía «imposible hacer una mejor película que la que uno va a ver cuando empiece a leer la novela», por lo que «sería redundante, irrelevante y totalmente innecesario».
La segunda novela de la serie, El juego del ángel, se publicó en 2008. La tirada inicial de un millón de ejemplares estuvo acompañada de una campaña mediática y vendió 250 000 ejemplares solo en Cataluña.
Ambas novelas fueron las primeras de la tetralogía El cementerio de los libros olvidados. La tercera, El prisionero del cielo (2011), mereció por parte de los editores la calificación de «más optimista y menos derrotista».
La cuarta entrega, El laberinto de los espíritus (2016), tuvo una tirada inicial de 700 000 ejemplares y recibió del propio autor la definición de «piedra de encaje del laberinto» y de libro «más laborioso [...] que había soñado muchos años antes».
Entretanto, se había publicado en prensa el relato Rosa de fuego (2012), que situaba el origen del legendario cementerio de los libros olvidados en el siglo XV, en pleno auge de la Inquisición española, y redondeaba el universo creado por Ruiz Zafón.
Falleció el 19 de junio de 2020 en Los Ángeles (California) a los 55 años de edad, por causa del cáncer de colon que padecía desde 2018. Carlos Ruiz Zafón dejó un legado literario inolvidable. Cinco años después de su fallecimiento, sigue siendo el escritor español más leído en el mundo, con más de 50 millones de libros vendidos y traducciones en más de 50 idiomas.

## Obras

### Narrativa juvenil
- Trilogía de la niebla (2007, Planeta), recopilación en un volumen de las tres siguientes obras:
  - El príncipe de la niebla (1993, Edebé)
  - El palacio de la medianoche (1994, Edebé)
  - Las luces de septiembre (1995, Edebé)
- Marina (1999, Planeta)

### Narrativa adulta
- Tetralogía El cementerio de los libros olvidados (2001-2016):[14]
  - La sombra del viento (2001, Planeta)[15]
  - El juego del ángel (2008, Planeta)
  - El prisionero del cielo (2011, Planeta)
  - El laberinto de los espíritus (2016, Planeta)

### Relatos
- La ciudad de vapor (2020, Planeta),[16] recopilación de todos los cuentos del autor: «Blanca y el adiós», «Sin nombre», «Una señorita de Barcelona», «Rosa de fuego», «El Príncipe de Parnaso», «Leyenda de Navidad», «Alicia, al alba», «Hombres de gris», «La mujer de vapor», «Gaudí en Manhattan» y «Apocalipsis en dos minutos».Es una especie de epílogo a la tetralogía de "El Cementerio de los Libros Olvidados", y en propias palabras del autor, un homenaje a todos los lectores de su obra.

## Premios
- Premio Edebé 1994 por El príncipe de la niebla
- Finalista del Premio Fernando Lara de Novela 2000, por La sombra del viento
- Finalista British Book Awards, autor del año 2006
- Premio al mejor libro extranjero en Francia 2004
- Premio de la Asociación de Libreros de Canadá/Quebec
- Premio Literario Casino da Póvoa (Póvoa de Varzim), Portugal
- Bjornson Order of Literary Merit, Noruega
- Barry Award a la mejor primera novela, Estados Unidos, 2005, por La sombra del viento
- Original Voices Award, Estados Unidos
- Seleccionado como Libro para recordar del año 2004 por la biblioteca central de New York City, Estados Unidos
- Premio de la Fundación José Manuel Lara Hernández 2004 a la obra más vendida el año anterior
- Premio Booksense 2005, Estados Unidos
- Premio Euskadi de Plata 2008 por El juego del ángel[17]
- Nielsen Award, Gran Bretaña
- Finalista del Premio Llibreter
- Ottakar's award, Gran Bretaña
- Premio de la Fundación José Manuel Lara al libro más vendido
- Premio de los Lectores de La Vanguardia
- Premio Protagonistas
- Premio Pep Arnau